# Brachyrhaphis
Brachyrhaphis is een geslacht van straalvinnige vissen uit de familie van levendbarende tandkarpers (Poeciliidae).

## Soorten
- Brachyrhaphis cascajalensis (Meek & Hildebrand, 1913)
- Brachyrhaphis episcopi (Steindachner, 1878)
- Brachyrhaphis hartwegi Rosen & Bailey, 1963
- Brachyrhaphis hessfeldi Meyer & Etzel, 2001
- Brachyrhaphis holdridgei Bussing, 1967
- Brachyrhaphis olomina (Meek, 1914)
- Brachyrhaphis parismina (Meek, 1912)
- Brachyrhaphis punctifer (Hubbs, 1926)
- Brachyrhaphis rhabdophora (Regan, 1908)
- Brachyrhaphis roseni Bussing, 1988
- Brachyrhaphis roswithae Meyer & Etzel, 1998
- Brachyrhaphis terrabensis (Regan, 1907)